# Hemu

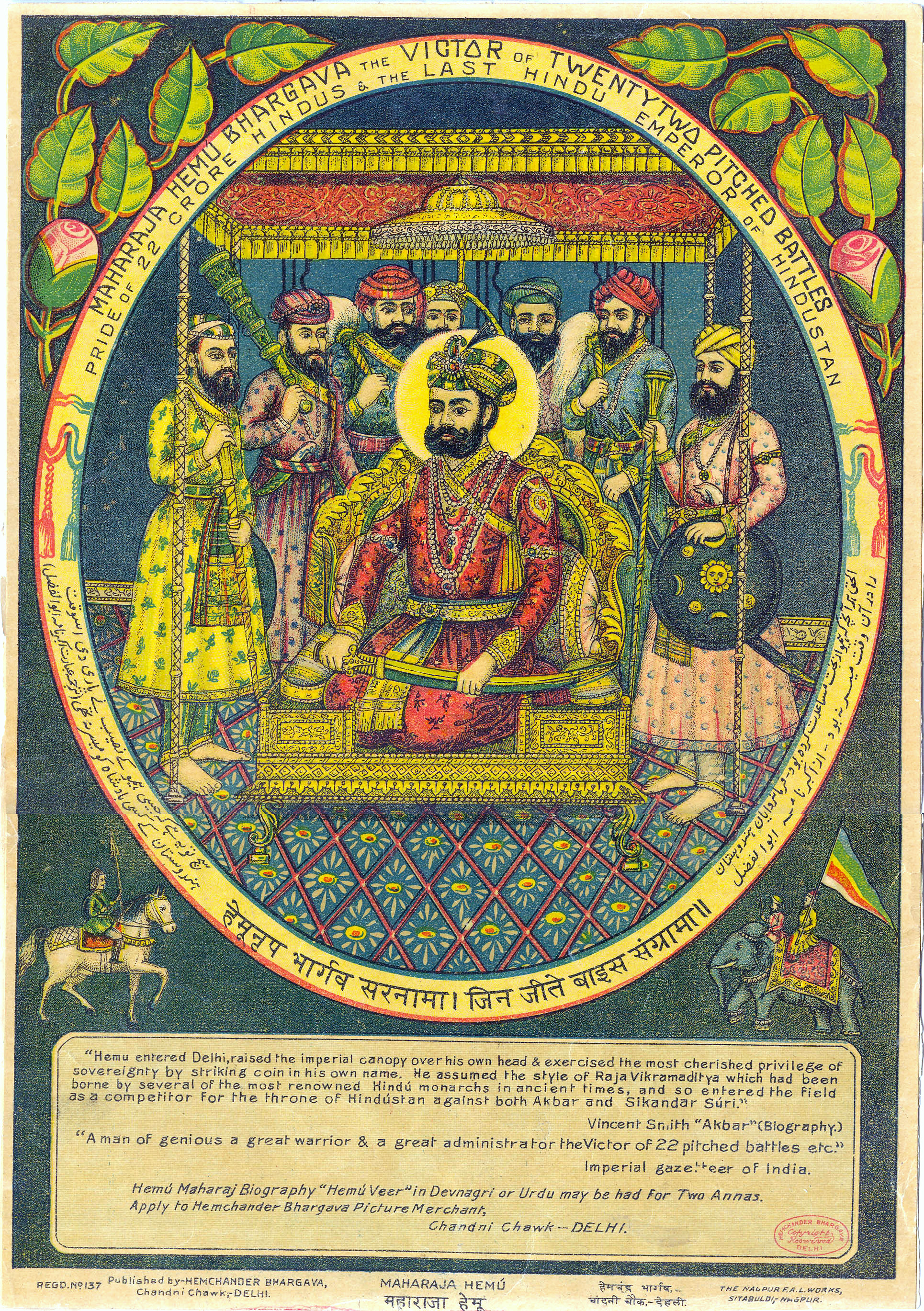
Voorstelling van de durbar van koning Hemu op een 20e-eeuwse bazaar-type postkaart, rond 1910.

Samrat Hemu Chandra Vikramaditya (Rewari, 1501 - Panipat, 5 november 1556) was een veldheer onder de Afghaanse Suridynastie in het noorden van Voor-Indië, die zichzelf in 1556 tot koning uitriep. Hij was als generaal een belangrijke factor in de successie-oorlogen aan het einde van de Suridynastie in 1554 en 1555. Na zichzelf tot koning te hebben benoemd wist hij de troon echter slechts een maand te behouden, alvorens verslagen en gedood te worden door de Mogolgeneraal Bairam Khan, die in dienst stond van keizer Akbar.

## Levensloop
Hemu werd beschreven als klein van postuur en niet erg gespierd. Hij heeft nooit leren paardrijden en was niet in staat een zwaard te hanteren, maar was wel een briljant militair bevelhebber. 
Hemu was de zoon van een brahmaanse priester en zouthandelaar in Rewari, niet ver van Delhi. Zelf begon hij ook als handelaar. 
De politieke situatie was in het Hindoestan (noorden van Voor-Indië) van de 16e eeuw zeer instabiel. Verschillende Afghaanse en Turkse clans beneden elkaar de macht. Vanaf 1526 was daar een nieuwe groep machthebbers bijgekomen, de Mogols. In een dergelijk milieu was het voor een opportunist mogelijk snel carrière te maken. 

### Dienst onder de Suri's
Onder Sher Shah Suri (regeerde Hindoestan tussen 1540 - 1545) werkte Hemu in de bevoorrading van het leger, eerst levensmiddelen, later ook salpeter en kanonnen, waarvoor hij een wapensmederij opzette. Islam Shah Suri (1545 - 1553) nam Hemu vanwege diens organisatorische talent in dienst als adviseur. Vanwege zijn verdiensten lukte het Hemu zover op te klimmen, dat hij in 1554 door sultan Adil Shah Suri als zijn vizier (eerste minister) aangesteld werd. Deze Adil Shah was datzelfde jaar aan de macht gekomen door zijn voorganger te vermoorden. Hemu vocht in de daaropvolgende jaren diverse veldslagen voor de sultan, wiens macht voortdurend betwist werd door diverse andere pretendenten uit de Suri-clan. De gevaarlijkste waren de gouverneur van Agra, Ibrahim Shah Suri; de gouverneur van Punjab, Sikandar Shah Suri; en de gouverneur van Bengalen, Muhammad Khan Suri. De eerste verdreef Adil Shah uit de koningssteden Delhi en Agra, om kort als sultan te regeren. Adil Shah vluchtte naar Chunar (in Bihar), maar gaf zijn claim op de troon niet op.
Hemu dreef Ibrahim Shah Suri terug tot de vesting Baiana, waar hij hem belegerde. Hij werd echter teruggeroepen door Adil Shah, die nu vanuit het oosten werd aangevallen door Muhammad Khan Suri. Hemu voegde zich bij Adil Shah en versloeg en doodde Muhammad Khan. Ibrahim Shah werd ondertussen door Sikandar Shah verdreven. Ook deze zou slechts kort van de troon kunnen genieten, want gebruik makend van de algehele verwarring viel de Mogolheerser Humayun de Punjab binnen vanuit Afghanistan. Sikandar werd in juni 1555 verslagen bij Sirhind en de Mogols namen daarop Delhi en Agra in.

### Verovering van Hindoestan
Humayun kwam echter een half jaar na zijn overwinning op ongelukkige wijze om het leven bij de val van een trap in zijn bibliotheek, in januari 1556. Zijn zoon en opvolger Akbar was slechts 13 jaar oud toen hij op 14 februari gekroond werd. Adil Shah rook zijn kans de troon te heroveren. Hij beval Hemu, die op dat moment nog steeds in Bengalen verbleef, de Mogols uit Agra en Delhi te verdrijven. Hemu echter maakte aan zijn commandanten duidelijk dat hij zich bij een overwinning niet langer ondergeschikt aan Adil Shah zou beschouwen. Met gemak marcheerde hij naar het westen op tot Agra. Er werd slag geleverd bij Tughluqabad, vlak ten zuiden van Delhi. Hemu versloeg de Mogolgeneraal Tardi Beg en nam Delhi in op 6 oktober 1556. De volgende dag liet hij zich in het Purana Qila tot koning van Hindoestan kronen. Daarmee was hij de eerste niet-islamitische monarch over Hindoestan sinds 350 jaar. De kroning geschiedde door middel van oeroude hindoeïstische rituelen, die al tijden niet gebruikt waren. De durbar ging gepaard met een groot feest.
Dit was waarschijnlijk een reden waarom hindoes hem overal verwelkomden. Een belangrijk deel van zijn leger, met name de officieren, bestond echter uit voornamelijk Afghaanse moslims. Zij werden in tegenstelling tot de Mogols, die buitenlandse indringers waren, na drie eeuwen aanwezigheid in Hindoestan als inheems beschouwd. Hemu was ook onder zijn Afghaanse soldaten populair, vooral omdat hij zijn veldslagen won en er een grotere kans op buit was in zijn leger.

### Nederlaag en dood
De jonge leider van de Mogols, Akbar, bevond zich op het moment in Kalanaur, niet ver van Delhi. Hij was met zijn regent, Bairam Khan, op campagne geweest in Afghanistan toen het bericht van zijn vaders dood hem bereikte. Hoewel ze minder manschappen hadden dan Hemu en de moraal na het bericht van de val van Delhi laag was, besloot Bairam Khan slag te leveren. Wat volgde was de tweede slag bij Panipat (5 november 1556). Hemu leidde zijn leger persoonlijk, gezeten op een krijgsolifant. Vanwege de numerieke overmacht leek zijn leger aan de winnende hand, tot hij door een pijl in zijn oog getroffen werd en viel. Buiten westen werd zijn lichaam door de Mogols naar hun kamp gesleept, waar Hemu onmiddellijk werd gedood door Bairam Khan. Akbar moest de eerste slag uitdelen om aldus de islamitische titel "ghazi" te kunnen ontvangen. Het leger van Hemu verloor hierop de wil te vechten. 
Hemu's hoofd werd naar Kabul gebracht, waar het boven de stadspoort tentoongesteld werd. Zijn lichaam werd in Delhi van de stadsmuur gehangen. Bairam Khan liet duizenden van Hemu's soldaten ter dood brengen en van hun hoofden torens bouwen om de hindoes af te schrikken ooit nog in opstand tegen de Mogols te komen. Deze torens van schedels stonden 60 jaar later nog steeds, toen de Britse ontdekkingsreiziger Peter Mundy de omgeving van Panipat bezocht.